# قطعنامه ۲۷۴ شورای امنیت
قطعنامه  ۲۷۴ شورای امنیت سازمان ملل متحد که در تاریخ ۰۹ دسامبر ۱۹۶۹ تصویب شد، سندی بین‌المللی دربارهٔ مسئلهٔ قبرس است. این قطعنامه طی نشست ۱٬۵۲۱ام 
با ۱۵ موافق،۰ مخالف و۰ ممتنع تصویب شد.